# Sampetan
Sampetan is een bestuurslaag in het regentschap Boyolali van de provincie Midden-Java, Indonesië. Sampetan telt 5569 inwoners (volkstelling 2010).